# Eliécer Feinzaig Mintz
Eliécer Feinzaig Mintz, también conocido como Eli Feinzaig es un economista y político costarricense, que rige como presidente del Partido Liberal Progresista, además de ser diputado y jefe de fracción por este partido para el periodo 2022-2026 en la Asamblea Legislativa.

## Biografía
Hijo de Willy Feinzaig Rosenstein y Rosa Mintz Goldgewicht, ambos de origen judío-polaco asquenazí. Está casado con Rosalía Waisman y tiene dos hijas; Ayelet y Ariela Zivah.
Se graduó de bachiller en Economía de la Universidad de Costa Rica y ostenta una maestría en Economía de las Políticas Públicas de la Universidad de Illinois y de Administración de Empresas con énfasis en Finanzas de la Universidad Interamericana de Puerto Rico.
Fue asesor presidencial (1998-2000), Viceministro de Transportes, presidente del Consejo Técnico de Aviación Civil y del Consejo de Transporte Público (2001-2002),  miembro de la Junta Directiva de la Autoridad Reguladora de los Servicios Públicos (1998-2000) y del Fondo Nacional de Financiamiento Forestal, FONAFIFO (2000), todo en la administración Rodríguez Echeverría.
Entre 2002 y 2004 lideró la oficina de la Coalición Costarricense de Iniciativas para el Desarrollo (CINDE) en Nueva York para la atracción de inversión extranjera hacia Costa Rica.
Desde 2004 se desempeña como consultor independiente y desarrollador inmobiliario. Miembro fundador de la Plataforma Liberal Progresista, directivo de la Asociación Nacional de Fomento Económico y articulista frecuente para el periódico La Nación.

## Campaña presidencial 2022
Feinzaig fue el líder y candidato presidencial del Partido Liberal Progresista durante el periodo electoral de 2022. Feinzaig finalizó en el cuarto lugar en esta campaña (con el 12.33% de los votos)  detrás de Fabricio Alvarado (14.82% de los votos) del Partido Nueva República en el 3.er y por delante de Lineth Saborío del Partido Unidad Social Cristiana (12.36% de los votos) en quinto lugar y de José María Villalta (8.7% de los votos) del Partido Frente Amplio en sexto lugar.

## Trayectoria Legislativa
Desde su elección como diputado, Eli Feinzaig ha sido un activo participante en la Asamblea Legislativa de Costa Rica, destacándose por su enfoque en la reducción del tamaño del aparato estatal y la promoción de la eficiencia gubernamental. Representando al Partido Liberal Progresista (PLP), Feinzaig ha impulsado varias iniciativas legislativas y ha sido miembro de múltiples comisiones.
Entre sus principales propuestas se encuentra la reestructuración de diversas instituciones estatales. En su visión ha abogado por la fusión del Instituto Costarricense de Turismo, el Instituto Costarricense de Pesca y Acuicultura (Incopesca), el Ministerio de Agricultura y Ganadería, y partes del Ministerio de Economía y el Ministerio de Ambiente, para crear un único Ministerio de la Producción. Esta reestructuración busca mejorar la eficiencia y reducir la burocracia.
Feinzaig también ha presentado un proyecto de ley para cerrar Recope y abrir el mercado de hidrocarburos en Costa Rica. Su objetivo es eliminar el monopolio estatal sobre los combustibles y fomentar la competencia, beneficiando así a los consumidores durante la transición hacia energías limpias.
En temas de criminalidad, Feinzaig presentó un proyecto de ley para facilitar la identificación de sujetos que participan en hechos delictivos por medio del ADN. Este proyecto requiere que los reos que reciben beneficios carcelarios proporcionen una muestra de ADN para crear un registro que facilite la identificación en caso de reincidencia. El proyecto cuenta con el apoyo del Organismo de Investigaciones Judiciales (OIJ) y se desarrolló en colaboración con expertos de una universidad estadounidense.
Durante su tiempo en la Asamblea, ha participado en varias comisiones, incluyendo las de Asuntos Hacendarios, Nombramientos, Plena III, Modernización y presidente de la comisión de Reforma del Estado, y la comisión dictaminadora de la reforma constitucional para extraditar nacionales.